# Malakastrski distrikt
Mallakastërski distrikt (albanski: Rrethi i Mallakastrës) je jedan od 36 distrikata u Albaniji, dio Fierskog okruga. Po procjeni iz 2004. ima oko 40.000 stanovnika, a pokriva područje od 325 km². 
Nalazi se na jugozapadu zemlje, a sjedište mu je grad Ballsh. Distrikt se sastoji od sljedećih općina:
- Aranitas
- Ballsh
- Fratar
- Greshicë
- Hekal
- Kutë
- Ngraçan
- Qendër
- Selitë